# Marija Jović
Marija Jović (Imotski, 29. studenoga 1973.) hrvatska je znanstvenica i novinarka.

## Životopis
Osnovnu te potom srednju Ekonomsku školu završila je u Imotskom.  Diplomirala je 1998. na Fakultetu političkih znanosti u Zagrebu, smjer novinarstvo, temom „Značaj i uloga modne fotografije na primjeru časopisa Svijet“ te stekla zvanje diplomirane novinarke. Diplomirala je i bibliotekarstvo na Filozofskom fakultetu.  Doktorirala je 2012. na temu „Uloga diplomacije u razvoju turizma“. Trenutačno je docentica na kolegijima turizma.
Radila je kao ravnateljica Pučkoga otvorenog učilišta u Imotskom od 2002. do 2006., od kada se, do danas nalazi na mjestu ravnateljice Gradske knjižnice „Don Mihovil Pavlinović“ Imotski. Njezinim zalaganjem Imotski je dobio modernu knjižnicu koja se nalazi u zgradi nekadašnje Domljanove kuće u kojoj se rodio prvi predsjednik Hrvatskoga sabora dr. Žarko Domljan. Do kraja 2011. godine radila je u redakcijama dnevnih novina kao što su Večernji list i 24 sata te u redakcijama informativnog programa na županijskim televizijama, ATV-u i TV Jadran.
Od 2006. do danas sudjelovala je na više međunarodnih i domaćih znanstvenih i stručnih skupova iz oblasti humanističkih znanosti, medija i komunikacija te je objavila više znanstvenih i stručnih radova. Bila je članica uredništva časopisa Zbornik radova međimurskog veleučilišta iz Čakovca.
Na FDZMB, 2012., imenovana je u znanstveno-nastavno zvanje docentice na kolegijima turizma i diplomacije. Nakon knjige Uloga diplomacije u razvoju turizma nakladnika Školske knjige, objavila je 2018. novu knjigu Uloga ravnatelja u promicanju kvalitete knjižničnih usluga u nakladi Synopsis Zagreb-Sarajevo. Potom 2021. godine knjigu Knjižnice kao novi oblik pružanja usluga u hotelima V.B.Z. Zagreb. Objavljuje i opsežnu monografiju 150 godina Imotske knjižnice i čitaonice. U zborniku 120 godina od rođenja dr. Mate Ujevića - Institut za hrvatski jezik i jezikoslovlje, jedna je od urednica.

## Vanjske poveznice
- Pregled po znanstveniku: Marija Jović (CROSBI)
- Noć knjige 2016.
- Otvoreni studio 16. 11. 2015.
- Detalji znanstvenika: Marija Jović (Tko je tko u hrvatskoj znanosti)  Arhivirana inačica izvorne stranice od 17. listopada 2018. (Wayback Machine)